# Karl Grün

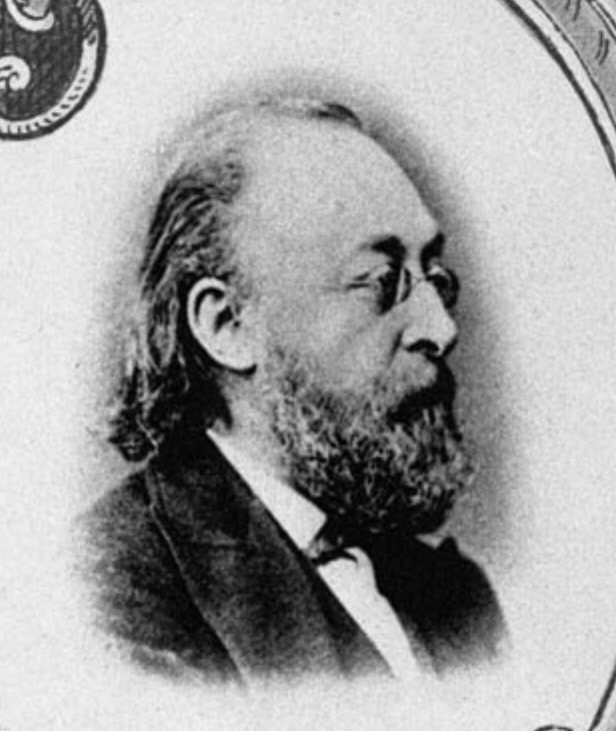
Karl Grün (1885)

Karl Theodor Ferdinand Grün, född 30 september 1817 i Lüdenscheid, död 18 februari 1887 i Wien, var en tysk publicist.
Efter studier i Bonn och Berlin grundlade han 1842 den radikala "Mannheimer Zeitung", vilket ledde till att han utvisades både från Baden och från Bayern. Han bosatte sig i Köln, där han höll föreläsningar i litteratur och konst och författade Friedrich Schiller als Mensch, Geschichtschreiber, Denker und Dichter (1844). Åren 1844–48 levde han i Paris, från vilken tid hans två arbeten Die soziale Bewegung in Frankreich und Belgien (1845) och Über Goethe vom menschlichen Standpunkt (1846) stammar. 
År 1848 återvände Grün till Tyskland, där han inträdde i den preussiska nationalförsamlingen som representant för den yttersta vänstern, och 1849 invaldes han i preussiska andra kammaren. Då denna upplöstes anklagades han för att "intellektuellt" ha deltagit i upproret i Pfalz. Han satt åtta månader i förvaringsarrest, men blev därefter frikänd. 
Grün levde därefter en tid i Belgien och Italien, blev senare lärare vid den högre handels- och hantverkarskolan i Frankfurt am Main och bosatte sig 1870 i Wien. Han utgav 1860 Louis Napoleon Bonaparte, die Sphinx auf dem französischen Kaiserthron, senare följde bland annat Ludwig Feuerbach in seinem Briefwechsel und Nachlass (1874) och Kulturgeschichte des 17. Jahrhunderts (1880).